# Iglesia de San José Obrero (Burgos)
La iglesia parroquial de San José Obrero es un templo católico de la ciudad de Burgos (Castilla y León, España).
Está situada en la calle San Pedro de Cardeña, teniendo detrás el colegio Nuestra Señora de la Merced y San Francisco Javier (levantado en el solar donde estuvo antes el antiguo Seminario de Misiones).
El templo se construyó a mediados del siglo XX y, desde 1950 hasta 1972, fue capilla del Seminario de Misiones (que había sido creado en 1920 por el arzobispo Juan Bautista Benlloch). Desaparecido el seminario, la iglesia pasó a manos de los jesuitas y después del Ayuntamiento de Burgos, quedando finalmente bajo la responsabilidad del Arzobispado.
La parroquia cuenta con una capilla de adoración perpetua (la única en la diócesis de Burgos) y un albergue para peregrinos del Camino de Santiago.
Es la sede de la Cofradía de El Descendimiento, que procesiona el paso de su nombre, obra de Juan González Moreno.